# Guittena
Guittena (em árabe: القيتنة) é uma cidade e comuna localizada na província de Mascara, Argélia. Segundo o censo de 2008, a população total da cidade era de 2 512 habitantes.